# Горлиця абісинська
Го́рлиця абіси́нська (Turtur abyssinicus) — вид голубоподібних птахів родини голубових (Columbidae). Мешкає в африканському регіоні Сахель.

## Опис
Довжина птаха становить 20 см. Виду не притаманний статевий диморфізм. Верхня частина тіла сірувато-коричнева, на крилах блискучі темно-сині з червоним відблиском плями, на спині дві чорні смуги. Верхня частина голови блакитнувато-сіра, обличчя рожевувате. Нижня частина тіла рожевувата, живіт білуватий. Дзьоб чорний.

## Поширення і екологія
Абісинські горлиці поширені від південної Мавританії і Сенегалу до східного Судану і північно-східної Ефіопії. Зустрічаються на висоті до 1800 м над рівнем моря. Вони живуть в саванах, чагарникових заростях, пустелях і оазах.

## Поведінка
Абісинські горлиці живляться насінням і комахами. Вони шукають їжу на землі. Гніздяться на деревах або в чагарникових заростях. В кладці 2 яйця. Інкубаційний період триває 15 днів, пташенята покидають гніздо на 17 день.